# Grand Ole Opry
A Grand Ole Opry egy rendszeres, élő country zenei rádióadás, amely Nashville-ben, Tennessee államban működtetnek, és az évszaktól függően hetente két-öt estén keresztül kerül adásba. 1925. november 28-án alapította George D. Hay WSM Barn Dance néven. Jelenlegi nevét 1927-ben vette fel. Jelenleg az Opry Entertainment (az NBC Universal, az Atairos és a többségi részvényes, a Ryman Hospitality Properties közös vállalkozása) tulajdonában és üzemeltetésében áll. 
Ez az Egyesült Államok történetének leghosszabb ideje futó rádióadása.
A country zene és történetének tiszteletére elkötelezett Opry híres énekeseket és kortárs slágerlistás előadókat mutat be, akik country, bluegrass, americana, folk- és gospel-zenét sugároznak − valamint vígjátékokat és szkeccseket adnak elő. Az Opry többszázezer hallgatót vonz a világ minden tájáról, illetve több millió internetes hallgatót is.
Az 1930-as években a műsor szakembereket kezdett alkalmazni, és négyórásra bővült. Az akkorra már 50 000 wattos teljesítménnyel sugárzott WSM a programot szombat esti zenei hagyománnyá tette közel 30 államban 1939-ben országosan debütált az NBC Rádióban. Az Opry 1943-ban költözött az akkori leghíresebb egykori otthonába, a Ryman Auditoriumba. Ahogy fontossá vált, úgy nőtt Nashville városa is, mint Amerika „countryzenei fővárosává” városa.
A Grand Ole Opry-t Davidson megye határán az autósok üdvözlőtáblákon köszöntik.
Az Opry tagsága a countryzene egyik legkiemelkedőbb eredménye. A countryzene története során létező több ezer előadó közül valamivel több, mint 225 előadó volt tagja a Grand Ole Opry-nak. Jelenleg (2024) körülbelül 75 előadó a tag. Ahogy Tina Benitez-Evans írta az American Songwriter című lapban: „A Grand Ole Opry tagsága az egyik legnagyobb eredmény a countryzenei közösségen belül.”
1974 óta a műsort a Nashville belvárosától keletre található Grand Ole Opry House-ból sugározzák. A rádióműsorok mellett az előadásokat az évek során több televízióban is közvetítették. 2025-től a korábbi Opry-előadások videóllításai Opry Live címmel digitálisan kerülnek terjesztésre minden szombat este a FAST Circle Country hálózatán, valamint az Opry YouTube- és a Facebook-csatornáin, és számos televízióállomáshoz eljutnak Észak-Amerikában.
A „Grand Ole Opry” kifejezés először 1927. december 10-én hangzott el a rádióban. Akkoriban az NBC Red Network klasszikus zenét és grand opera-válogatásokat tartalmazó „Music Appreciation Hour” című műsorát a Hay's Barn Dance c. műsor követte. Azon az estén, miközben George Hay bemutatta DeFord Bailey-t, a műsor első fellépőjét, a következő szavakat mondta:
„Az elmúlt órában nagyrészt Grand Opera zenét hallgattunk, de mostantól a „The Grand Ole Opry”-t fogunk bemutatni.”
Az Opry tulajdonképpen egy rádiós varietéműsor. Előadók sora lép színpadra, egy vagy több dalt elénekelnek, és/vagy humoros számokat adnak elő. Mindezt élőben közvetítik színházi közönség előtt. Az előadók pedig rendszeres repertoártársulatot alkotnak.

## Díjak
- 1983: Peabody Award
- 1992: National Radio Hall of Fame[4]

## Fordítás
- Ez a szócikk részben vagy egészben  a   Grand Ole Opry című angol Wikipédia-szócikk ezen változatának fordításán alapul.  Az eredeti cikk szerkesztőit annak laptörténete sorolja fel. Ez a jelzés csupán a megfogalmazás eredetét és a szerzői jogokat jelzi, nem szolgál a cikkben szereplő információk forrásmegjelöléseként.